# Cédric Benoît
Cédric Benoît est un joueur français de volley-ball né le 11 novembre 1989. Il mesure 1,91 m et joue réceptionneur-attaquant.

## Clubs
| Club                   | Pays   | De        | À         |
| ---------------------- | ------ | --------- | --------- |
| Montpellier UC         | France | 2007-2008 | 2008-2009 |
| Nice Volley-Ball       | France | 2009-2010 | 2012-2013 |
| Strasbourg Volley-Ball | France | 2013-2014 | ....      |

## Palmarès
- Coupe de France (1)
  - Finaliste : 2008

Finaliste coupe de France fédérale 
2014 / 2015